# Museu de Tortosa
El Museu de Tortosa és un equipament cultural inaugurat l'any 2012, i hereu de l'antic museu creat l'any 1900 a partir de les troballes de Joan Abril i Guanyabens.
Segons resolució del 14 de maig de 2014 del Departament de Cultura de la Generalitat de Catalunya el Museu de Tortosa s'inscriu al Registre de Museus de Catalunya amb la categoria de museu comarcal. El centre forma part de Xarxa Territorial de Museus de les Comarques de Tarragona i les Terres de l'Ebre.
Està ubicat a l'antic escorxador de Tortosa, obra modernista de l'arquitecte Pau Monguió i Segura, construïda entre els anys 1906 i 1908 i que va funcionar com a escorxador fins al 1997. L'edifici destaca per la forma i el colorisme, inspirats en l'arquitectura mudèjar. Està construït amb basaments de pedra, maçoneria arrebossada, obra vista de maó, ceràmica i teula vidriada. Està situat a la vora del riu i, és que de fet, es va construir guanyant terrenys a l'Ebre a la darreria del segle xix vora el barri de Remolins.
La sala d'exposicions permanent ocupa una superfície aproximada de 600 m2, distribuïda en un espai a dos nivells. Hi ha un total de sis àmbits on s'expliquen la història de Tortosa i la del seu territori d'influència, des de la prehistòria fins a l'actualitat. Així en el primer nivell s'hi troba: I-Els orígens, II-Els ibers, III-La Dertosa romana i IV-Turtuxa; i en el segon nivell: V-Al centre de la Corona d'Aragó i VI-La Modernitat.
El desembre de 2024 el Museu fa realitat una primera ampliació de les instal·lacions amb l'estrena d'una sala dedicada a l’escultor Agustí Querol i als pintors Antoni Casanova i Francesc Gimeno.
Dintre del recinte també hi ha la Sala d'exposicions Antoni Garcia, dedicada a mostres temporals i inaugurada l'any 2007.